# Hashim Suárez
Hashim Abdel Suárez Ramírez (Nuevo León, México, 13 de febrero de 1979) es un exfutbolista mexicano que jugaba de medio de contención.

## Trayectoria
Volante surgido de las fuerzas básicas del Club de Fútbol Monterrey que recibe la oportunidad de debutar en el Invierno 2001. Poco a poco se fue consolidando con los Rayados y contribuyó en el título del Clausura 2003.
Culminó su carrera con Correcaminos de la UAT a mediados del 2007.

### Clubes
| Club                     | País                | Año         | Partidos | Goles | Media |
| ------------------------ | ------------------- | ----------- | -------- | ----- | ----- |
| Club de Fútbol Monterrey | México              | 2001 - 2004 | 40       | 0     | 0     |
| Rayados A                | México              | 2005 - 2006 | 35       | 5     | 0.14  |
| Correcaminos de la UAT   | México              | 2006 - 2007 | 12       | 0     | 0     |
| Total en su carrera      | Total en su carrera | 2001 - 2007 | 87       | 5     | 0.06  |

Resumen estadístico
| Competencia                | Partidos | Goles |
| -------------------------- | -------- | ----- |
| Primera División de México | 40       | 0     |
| Liga de Ascenso de México  | 47       | 5     |
| Total                      | 87       | 5     |

## Palmarés

### Campeonatos nacionales
| Título          | Club      | País   | Año  |
| --------------- | --------- | ------ | ---- |
| Torneo Clausura | Monterrey | México | 2003 |